# Voix du Béarn
La Voix du Béarn (nom gascon béarnais : La Bouts de Nouste) est une radio locale libre et indépendante des Pyrénées-Atlantiques.

## Historique

### Origine
En 1981, la fin du monopole d'État en France est accompagnée de l'éclosion de nombreuses radios libres, notamment en province dont le Béarn.
La Voix du Béarn (nom gascon béarnais : La Bouts de Nouste ; en graphie Oc : La Votz de noste) est créée à Pau sous l'impulsion du prêtre catholique Marrimpouey,. Elle a commencé à émettre le 13 juillet 1981,, depuis un émetteur situé dans les Pyrénées-Atlantiques. Deux associations ont été créées pour aider la radio. La première a eu pour but de gérer la radio tandis que la seconde devait aider à obtenir l'appui des auditeurs.
En 1982, la radio diffuse ses programme pendant environ 105 heures par semaine. Les principaux programmes sont les histoires du poète Roger Lapassade, les mémoires de Pépé Arthur contées par lui-même, un programme d'apprentissage de la langue béarnaise et un programme nommé veillée béarnaise.
D'autres médias se sont définis avec Voix dans leur titre, souvent (pas toujours) accompagné d'un lieu : La Voix du lézard, une ancienne radio FM ; Voix du Midi, un hebdomadaire régional ; Voix du Nord, un quotidien régional.

### Séparation
Deux ans après sa création, la radio connait une scission en grande partie causée par la personnalité du père Marrimpouey et par le trop faible taux de bilinguisme,. Une moitié de l'équipe part fonder Ràdio País, qui émettra en Béarn et Bigorre. En 1988, restent sur la Voix du Béarn une trentaine de personnes dont seulement 5 ou 6 capables de parler le béarnais. La station est considérée dès lors comme une radio familiale avec un public plutôt âgé,. Les deux radios, Voix du Béarn et Radio Pais s'opposent, selon Riggins sur le fait que la première se réclame d'être Béarnais parlant du Béarn et de son patois tandis que la seconde, parlant d'occitan aurait une vision plus autonomiste voir indépendantiste,.

## Notoriété
Le budget de la radio vers 1992, était de 180 000 Fr, insuffisant pour payer des salaires aux employés de la radio, ceux-ci étant donc soit des bénévoles soit rémunérés dans le cadre de programmes de travaux d'utilité collective. Pour équilibrer son budget, la radio Voix du Béarn a pu bénéficier de subventions du Fonds de soutien à l'expression radiophonique (FSER).
Vers 1994, sa notoriété dans son bassin d'émission a été évaluée en même temps que celle de Ràdio País et plus de 21% des personnes interrogées connaissent la radio "Voix deu Béarn" lors de l'enquête commanditée par le Conseil général départemental. La durée d'écoute de ses auditeurs est établie à 201 minutes soit une durée plus longue que pour certaines radios nationales telles que RTL ou France Info même si l'audience fidèle n'est que de 0,6% de la population de l'agglomération paloise.
Le 24 novembre 2021, la radio (via l'association La Voix du Béarn - La Bouts de Nouste) a été autorisée à émettre en mode numérique terrestre.
Une émission mensuelle, IBG Magazine, diffusée depuis 2021 sur la radio "La Voix du Béarn - La Bouts de Nouste", est préparée en coopération avec l'Institut béarnais et gascon et comprend notamment un texte en gascon béarnais.